# Iranopogon brandti
Iranopogon brandti är en tvåvingeart som beskrevs av Timon-david 1955. Iranopogon brandti ingår i släktet Iranopogon och familjen rovflugor. Inga underarter finns listade i Catalogue of Life.